# Dialog Axiata
Dialog Axiata PLC – przedsiębiorstwo telekomunikacyjne funkcjonujące na Sri Lance. Należy do malezyjskiego konglomeratu telekomunikacyjnego Axiata Group.
Przedsiębiorstwo zostało założone w 1993 roku.